# Åryd
Åryd – miejscowość (tätort) w południowej Szwecji, w regionie administracyjnym (län) Kronoberg (gmina Växjö).
Miejscowość jest położona południowej części prowincji historycznej (landskap) Smalandia nad jeziorem Årydsjön, około 15 km na wschód od centrum Växjö przy linii kolejowej Kust till kust-banan.
Od XVII do XIX wieku Åryd stanowił ośrodek wydobycia i produkcji żelaza. Rudę jeziorną pozyskiwano z dna pobliskiego jeziora Årydsjön. Zachowane budynki zakładów stanowią atrakcję turystyczną miejscowości. Na początku XX wieku w Åryd wytwarzano szkło. Miejscowość była także znana z zakładów produkujących płyty wiórowe. W przebudowanych budynkach dawnej fabryki działa lokalny park przemysłowy.
W 2010 roku Åryd liczył 684 mieszkańców.